# Lya Mara
Lya Mara, nata Alexandra Gudowitsch (in lettone: Aleksandra Gudoviča) (Riga, 1º agosto 1897 – 1º marzo 1960), è stata una ballerina lettone divenuta in seguito una nota attrice del cinema muto tedesco. Talvolta, usò anche il nome Mia Mara.

## Biografia
Nacque a Riga, nell'attuale Lettonia, quando la città faceva parte dell'Impero russo. Figlia di un funzionario pubblico, fece i suoi studi in un collegio cattolico. Studiò danza e, dopo aver fatto parte del balletto del Teatro Nazionale di Riga, si trasferì a Varsavia, dove diventò prima ballerina.
Nel 1916, girò - usando il nome Mia Mara - alcuni film diretta da Aleksander Hertz (in due di questi, recitò a fianco di Pola Negri). Nel 1917 cominciò a lavorare a Berlino, dove si era nel frattempo trasferita seguendo l'esempio della collega Pola Negri. Il produttore dei suoi primi film tedeschi era il giovane Friedrich Zelnik che puntò subito sulla nuova attrice, confezionando appositamente per lei alcuni film commerciali che la resero ben presto una stella del cinema muto tedesco. Zelnik e la giovane attrice si sposarono: il successo dei loro film indusse Zelnik a fondare nel 1920 una casa di produzione, la Zelnik-Mara Film GmbH, che sfornò una serie di pellicole molto popolari che la vedevano nei panni di note eroine quali Carlotta Corday, Anna Karenina e Manon. La coppia diventò celebre e nella loro casa i due ricevevano molti artisti famosi. Furono immortalati in cartoline e in carte da gioco pubblicitarie che usavano le fotografie con la loro immagine.
Tra i titoli che, all'epoca, godettero di grande popolarità, Die Försterchristel e An der schönen blauen Donau, commedie leggere che proponevano Lya Mara in un personaggio come quello della tipica "ragazza viennese". Spesso affiancata da Harry Liedtke o Wilhelm Dieterle, diventò così famosa che la sua popolarità travalicò i confini dei paesi di lingua tedesca. Lya. Der Herzensroman einer Kinokönigin (Lya, il romanzo di una regina dello schermo), pubblicato in cento episodi tra il 1927 e il 1928, era ispirato alla sua figura di diva del cinema.
Alla fine degli anni venti, l'attrice restò coinvolta in un serio incidente stradale che interruppe per un certo periodo la sua carriera. All'avvento del sonoro, Lya Mara si trovò spiazzata dalla nuova tecnica e si ritirò ben presto dalle scene. Nel suo ultimo film, Jeder fragt nach Erika, fu diretta ancora una volta dal marito che fu il primo regista tedesco a post sincronizzare i film stranieri.
Dopo la salita al potere di Hitler nel 1933, lei e il marito lasciarono la Germania. Zelnik continuò a dirigere film nel Regno Unito e nei Paesi Bassi. Morì a Londra nel 1950, lasciandola vedova. Lya Mara visse i suoi ultimi anni in un perfetto anonimato e si ritiene che sia morta in Svizzera.

## Filmografia
La filmografia è completa. Quando manca il nome del regista, questo non viene riportato nei titoli
- Wsciekly rywal, regia di Aleksander Hertz (1916)
- Studenci, regia di Aleksander Hertz (1916)
- Chcemy meza, regia di Aleksander Hertz (1916)
- Bestia, regia di Aleksander Hertz (1917)
- Ballzauber, regia di Danny Kaden (1917)
- Das Geschlecht der Schelme. 1. Teil, regia di Alfred Halm (1917)
- Halkas Gelöbnis, regia di Alfred Halm (1918)
- Die Rose von Dschiandur, regia di Alfred Halm (1918)
- Die Serenyi, regia di Alfred Halm (1918)
- Die Nonne und der Harlekin, regia di Alfred Halm (1918)
- Die Rothenburger, regia di Lupu Pick (1917)
- Das Geschlecht der Schelme. 2. Teil, regia di Alfred Halm (1918)
- Maria Evere, regia di Frederic Zelnik (1919)
- Margarete. Die Geschichte einer Gefallenen, regia di Frederic Zelnik (1919)
- Manon. Das hohe Lied der Liebe, regia di Frederic Zelnik (1919)
- Die kleine Staszewska, regia di Alfred Halm (1919)
- Die Erbin des Grafen von Monte Christo, regia di Frederic Zelnik (1919)
- Die Damen mit den Smaragden, regia di Frederic Zelnik (1919)
- Das Haus der Unschuld, regia di Frederic Zelnik (1919)
- Das Fest der Rosella, regia di Frederic Zelnik (1919)
- Charlotte Corday, regia di Frederic Zelnik (1919)
- Anna Karenina, regia di Frederic Zelnik (1920)
- Yoshiwara, die Liebesstadt der Japaner, regia di Arthur Bergen (1920)
- Eine Demimonde-Heirat, regia di Martin Zickel (1920)
- Kri-Kri, die Herzogin von Tarabac, regia di Frederic Zelnik (1920)
- Die Erlebnisse der berühmten Tänzerin Fanny Elßler, regia di Frederic Zelnik (1920)
- Der Apachenlord, regia di Fred Sauer (1920)
- Fasching, regia di Frederic Zelnik (1921)
- Wer unter Euch ohne Sünde ist..., regia di Fred Sauer (1921)
- Die Geliebte des Grafen Varenne, regia di Frederic Zelnik (1921)
- Miss Beryll... die Laune eines Millionärs, regia di Frederic Zelnik (1921)
- Aus den Memoiren einer Filmschauspielerin, regia di Frederic Zelnik (1921)
- Das Mädel von Picadilly, 1. Teil, regia di Frederic Zelnik (1921)
- Das Mädel von Picadilly, 2. Teil, regia di Frederic Zelnik (1921)
- Tanja, die Frau an der Kette (1922)
- Yvette, die Modeprinzessin, regia di Frederic Zelnik (1922)
- Die Tochter Napoleons, regia di Frederic Zelnik (1922)
- Lydia Sanin, regia di Frederic Zelnik (1922)
- Die Geliebte des Königs, regia di Frederic Zelnik (1922)
- Daisy. Das Abenteuer einer Lady, regia di Frederic Zelnik (1923)
- Nelly, die Braut ohne Mann, regia di Frederic Zelnik (1924)
- Das Mädel von Capri, regia di Frederic Zelnik (1924)
- Auf Befehl der Pompadour, regia di Frederic Zelnik (1924)
- Ein Weihnachtsfilm für Große, regia di Paul Heidemann (1924)
- Die Venus von Montmartre, regia di Friedrich Zelnik (1925)
- La via senza gioia (Die freudlose Gasse), regia di Georg Wilhelm Pabst (1925)
- Frauen, die man oft nicht grüßt, regia di Frederic Zelnik (1925)
- Die Försterchristel, regia di Frederic Zelnik (1926)
- An der schönen blauen Donau, regia di Frederic Zelnik (1926)
- Die lachende Grille, regia di Frederic Zelnik (1926)
- Der Zigeunerbaron, regia di Frederic Zelnik (1927)
- Die Weber, regia di Frederic Zelnik (1927)
- Das tanzende Wien, regia di Frederic Zelnik (1927)
- Heut tanzt Mariett, regia di Frederic Zelnik (1928)
- Mary Lou, regia di Frederic Zelnik (1928)
- Mein Herz ist eine Jazzband, regia di Frederic Zelnik (1928)
- Der rote Kreis, regia di Frederic Zelnik (1929)
- Jeder fragt nach Erika, regia di Frederic Zelnik (1931)